# Hammam Righa
Hammam Righa est une commune de la wilaya de Aïn Defla en Algérie.

## Géographie
92km ouest d'Alger

## Personnalités
- Maurice Audin (1932-1957), mathématicien, a été élève de l'École préparatoire militaire (« enfants de troupe ») de 1943 à 1946[2]